# Acanthixalus spinosus
Acanthixalus spinosus és una espècie de granota de la família dels hiperòlids que viu al Camerun, República del Congo, República Democràtica del Congo, el Gabon, Nigèria i, possiblement també, a Angola, República Centreafricana i Guinea Equatorial.
Està amenaçada d'extinció per la pèrdua del seu hàbitat natural.